# Humani generis redemptionem
Humani generis redemptionem é uma encíclica do Papa Bento XV dada em São Pedro, Roma, no dia 15 de junho, festa do Sagrado Coração de Jesus do ano de 1917, terceira do seu Pontificado. A encíclica aponta para um número cada vez maior de pregadores cristãos e para um efeito cada vez menor da sua pregação. Ele advertiu os bispos a serem pregadores antes de tudo e a serem mais cuidadosos na seleção de pregadores e confessores, para os quais a Humani generis redemptionem prescrevia pré-condições básicas.

## Descrição
Há mais pregadores da Palavra do que nunca, de acordo com Bento XV, mas no estado da moral pública e privada, nas constituições e nas leis das nações, há um desrespeito e um esquecimento geral do sobrenatural, um afastamento gradual do estrito padrão de virtude cristã, e que os homens estão voltando às práticas vergonhosas do paganismo.  O Papa atribuiu parte da culpa diretamente aos ministros do Evangelho que não o tratam como deveriam. A culpa não é dos tempos, mas dos pregadores cristãos incompetentes: pois ninguém pode sustentar que os apóstolos viviam em tempos melhores que os nossos, que encontraram mentes mais dispostas ao Evangelho ou que encontraram menos oposição ao lei de Deus.  Os primeiros na fila são os bispos católicos: o Concílio de Trento ensinou que a pregação “é o dever primordial dos bispos”.  E os Apóstolos, cujos sucessores são os bispos, encaravam isso como algo peculiarmente deles. São Paulo escreve: “Pois Cristo não nos enviou para batizar, mas para pregar o Evangelho"  Os Bispos do Concílio de Trento são obrigados a selecionar para este ofício sacerdotal apenas aqueles que são “aptos”, isto é, aqueles que “podem exercer o ministério da pregação com benefício para as almas”. Lucro para as almas, não significa com eloquência ou com aplausos populares, mas com fruto espiritual.  O Papa pede que sejam eliminados todos aqueles sacerdotes que são incapazes de pregar ou de ouvir confissão.  9 Os sacerdotes devem concentrar-se na palavra de Deus e não em concursos de popularidade:
- Daí aquele gesto desenfreado e indigno como se vê no palco ou nos palanques, aquele abaixamento efeminado da voz ou aquelas explosões trágicas; aquela dicção peculiar ao jornalismo; aquelas frequentes alusões à literatura profana e não católica, mas não às Sagradas Escrituras ou aos Santos Padres; finalmente, aquela volubilidade de expressão frequentemente afetada por eles, com a qual atingem os ouvidos e conquistam a admiração dos ouvintes, mas não lhes dão nenhuma lição para levar para casa. Quão tristemente são esses pregadores enganados! Admitindo que recebam o aplauso dos incultos, que procuram com tão grande favor, e não sem sacrilégio, vale realmente a pena considerarmos que são condenados por todo homem prudente e, o que é pior, têm motivos para temer o julgamento severo de Cristo? [7]

Bento XV recorda a preparação espiritual do apóstolo Paulo para a pregação mencionando três qualidades. Um pregador era um homem que sempre se conformava plenamente com a vontade de Deus. Pelo amor de Cristo, ele era indiferente à pobreza ou à riqueza, ao louvor ou ao desprezo, à vida ou à morte. Ele não evitaria trabalho ou problemas de qualquer espécie. E ele era um homem de oração, não de preparação estudiosa.
- O que dá vida e vigor às palavras de um homem e as faz promover maravilhosamente a salvação das almas é a graça divina: “Deus deu o crescimento”. [I Co. iii:6] Mas a graça de Deus não é obtida pelo estudo e pela prática: ela é conquistada pela oração. Portanto, aquele que é pouco dado à oração ou a negligencia completamente, gasta em vão seu tempo e trabalho na pregação, pois aos olhos de Deus seus sermões não beneficiam nem a si mesmo nem àqueles que o ouvem. [8]